# Conte di Castrojeriz
Il titolo di conte di Castrojeriz fu istituito nel 1427 dal re Giovanni II di Castiglia, alias Giovanni di Trastamara (1405-1454) per Diego Gomez de Sandoval y Rojas (1370-1454), signore di Lerma, nobile della sua corte che in seguito gli si ribellò assieme ad altri aristocratici ma, sconfitto nella battaglia di Olmedo,  si rifugiò in Aragona, dove in seguito morì. 

La contea di Castrojeriz fu allora assegnata alla casata dei Mendoza nella persona di Ruy Diaz de Mendoza.

## Conti di Castrojeriz

### Casata de Sandoval
- 1° Diego Gomez de Sandoval y Rojas (1370-1454), figlio di Fernando Gutierrez de Sandoval e di Ines de Rojas, sposa Beatriz de Avellaneda
- 2° Fernando de Sandoval y Avellaneda, figlio di Diego, sposa Juana Manrique de Lara, sono i genitori di Diego Gómez de Rojas y Sandoval (1487-1502) 1° marchese di Denia

### Casata Mendoza
- 1° Rui Diaz de Mendoza, figlio di Juan Hurtado de Mendoza e di Leonor de Arellano, sposa Beatriz de Guzman
- 2° Álvaro de Mendoza, figlio di Rui Diaz, sposa Joana de Lacerda
- 3° Rodrigo de Mendoza, figlio di Alvaro, sposa Ana Manrique de Lara
- 4° Álvaro Gómez de Mendoza, figlio di Rodrigo, sposa Madalena de Sandoval
- 5° Antonio Gómez de Mendoza, figlio di Alvaro Gómez, sposa Isabel de Velasco
- 6° Gómez Manrique de Mendoza, figlio di Antonio Gómez, sposa María Barroso
- 7° Isabel de Mendoza, figlia di Gómez Manrique, sposa in 1e nozze Gonzalo Fajardo, 1º marchese di San Leonardo, e in 2e nozze sposa Diego de Sarmiento de Mendoza, 8º conte di Ribadavia